# Gornji Lađevac
Gornji Lađevac is een plaats in de gemeente Slunj in de Kroatische provincie Karlovac. De plaats telt 76 inwoners (2001).